# رينغساكر
رينغساكير (بالنرويجية: Ringsaker)‏ هي بلدية تقع في محافظة هيدمارك، على ضفاف بحيرة ميوسا في جنوب شرقي مملكة النرويج.
عثر في البلدة على آثار يعود تاريخها إلى مدى آلاف السنين من العصر البرونزي وما قبله، مروراً بالعصر الحديدي، فالعصور الوسطى.

## أعلام
- إيفن همر
- إرلينغ إيفنسن
- جون إل. هيرش

## روابط خارجية
- الموقع الرسمي (باللغة النرويجية، والإنجليزية)

## صور

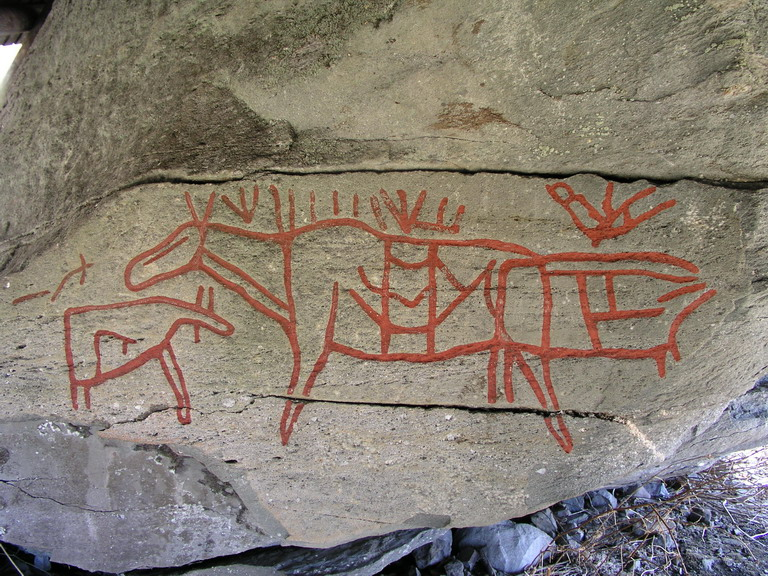
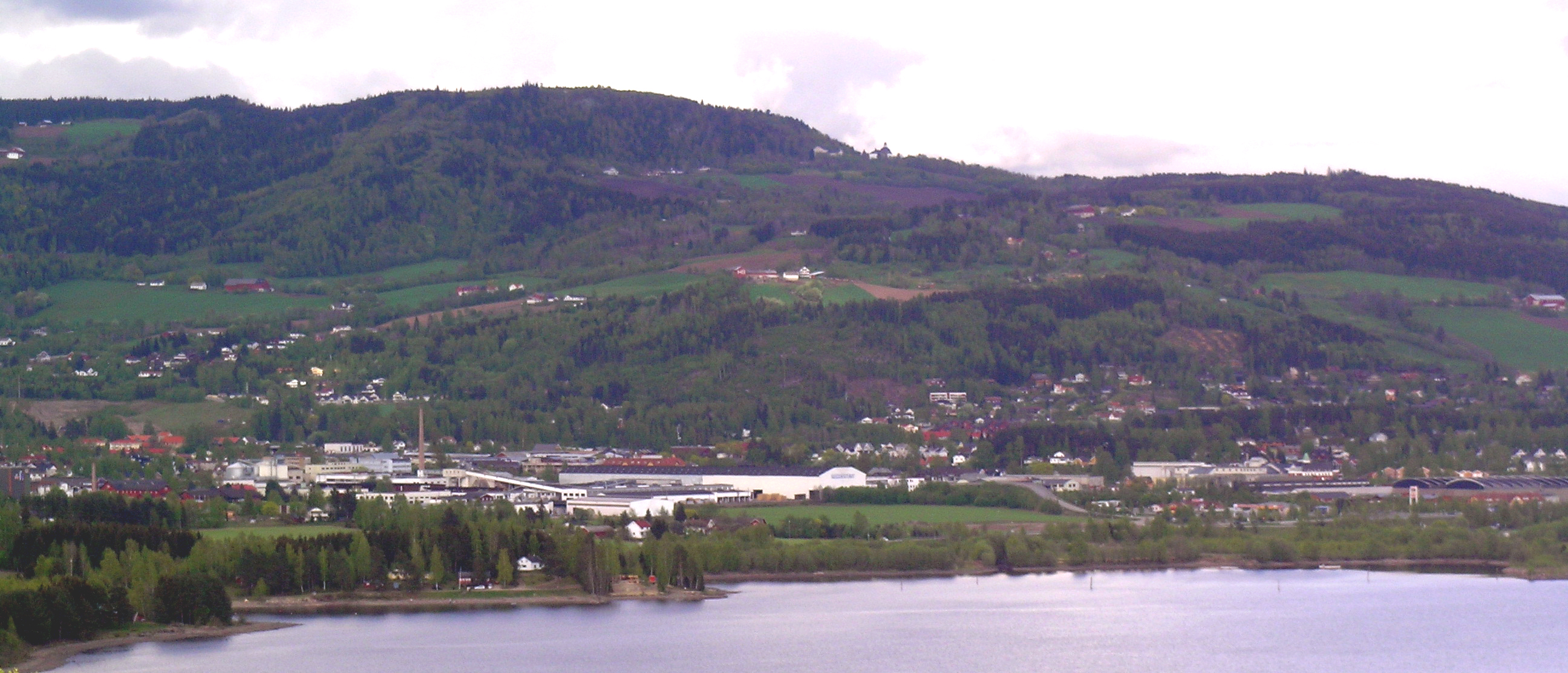
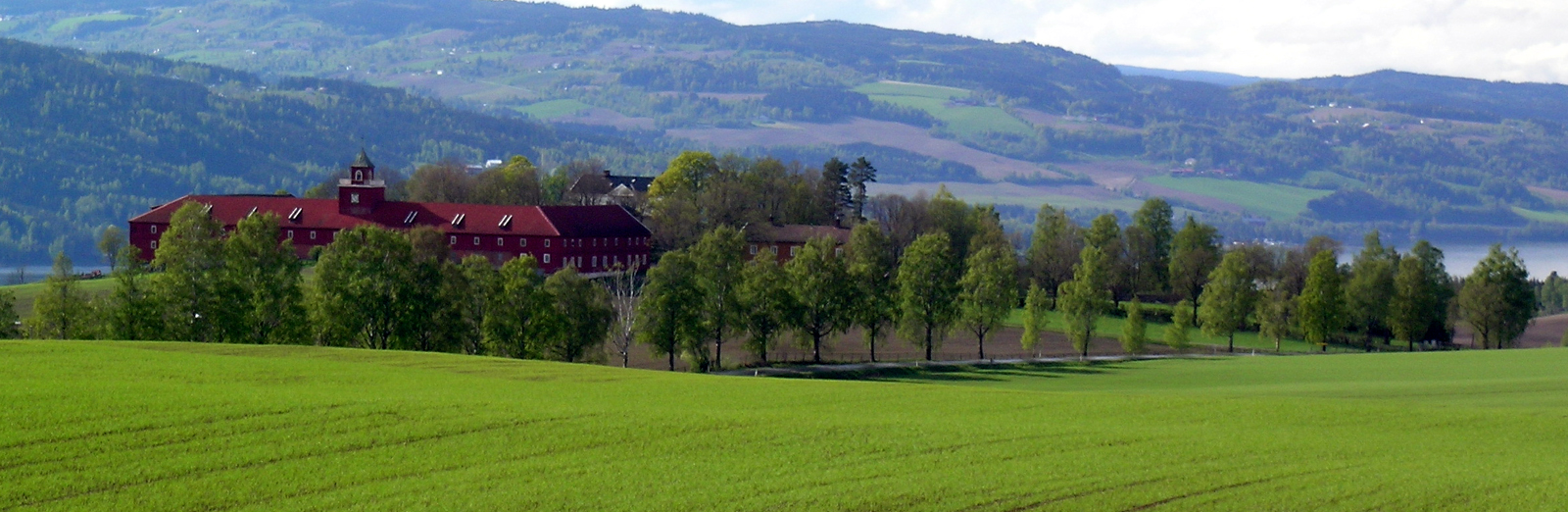